# Do It Again (album)
Do It Again è il settimo album in studio della cantante britannica Gabrielle, pubblicato il 5 marzo 2021 dalla BMG Rights Management.

## Antefatti e pubblicazione
A inizio 2021 Gabrielle ha preso parte alla seconda edizione di The Masked Singer, venendo eliminata in semifinale. Dopo la sua eliminazione ha annunciato il singolo Stop Right Now e ha dichiarato di avere l'intenzione di pubblicare un album contenente le cover presentate al programma. Il disco è infatti composto da dieci cover e due canzoni originali.

## Tracce
1. Killing Me Softly with His Song – 4:24
2. Everything I Wanted – 3:43
3. Falling – 4:14
4. Stop Right Now – 3:25
5. Teardrops – 3:41
6. Proud Mary – 2:58
7. Bring It On Home to Me – 2:42
8. Can't Hurry Love – 3:47
9. Smile – 3:16
10. Diamonds – 3:51
11. I'll Be There – 3:37
12. Fast Car – 5:01

## Successo commerciale
Nella Official Albums Chart britannica Do It Again ha esordito in 4ª posizione con 4 956 unità di vendita, diventando la sesta top ten di Gabrielle nella classifica e segnando il secondo ingresso più alto della settimana.

## Classifiche
| Classifica (2021) | Posizione massima |
| ----------------- | ----------------- |
| Regno Unito       | 4                 |